# أثر جائحة فيروس كورونا على صناعة الأزياء

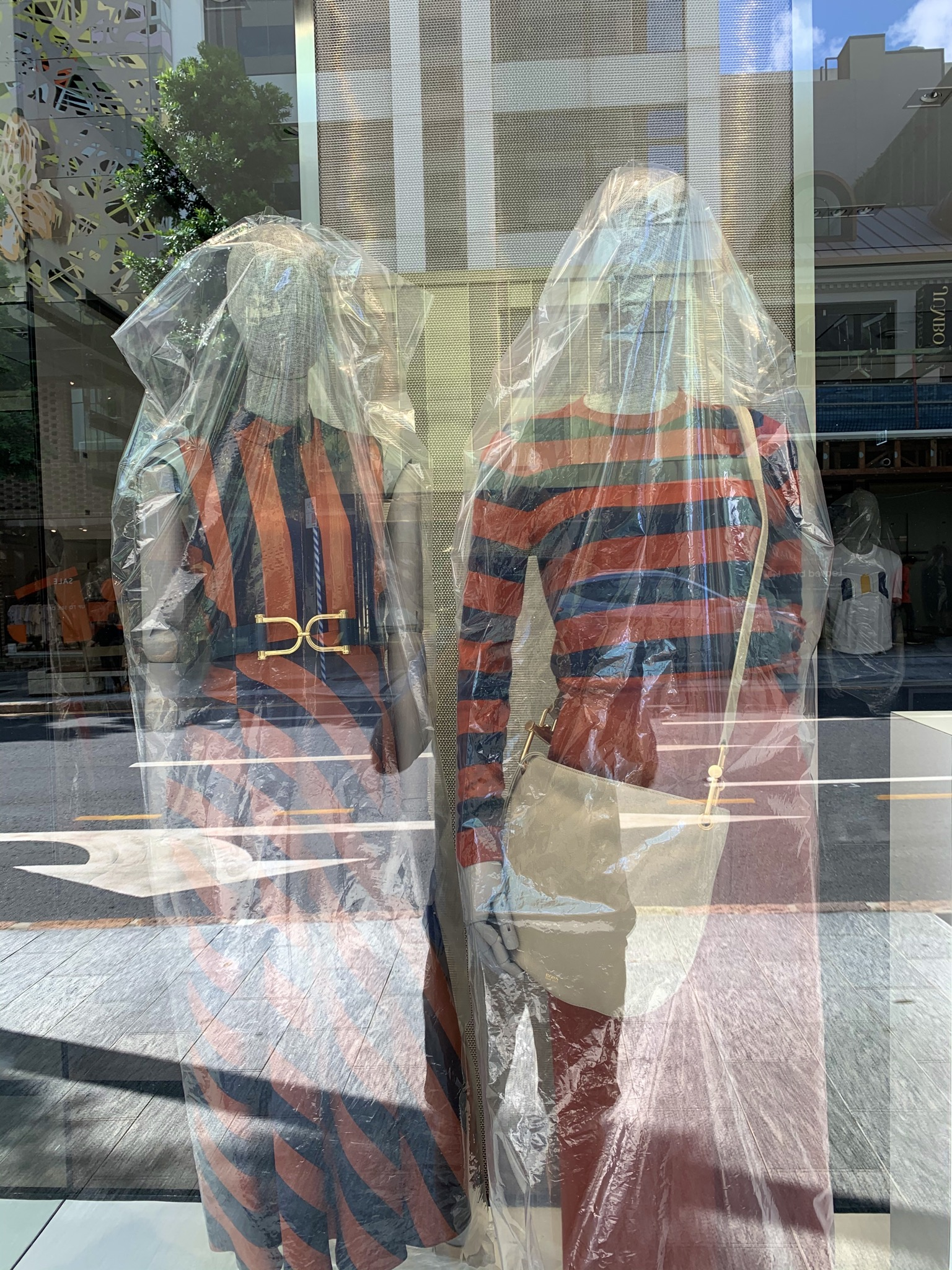
متجر هوغو بوس خلال جائحة كوفيد-19 في بريسبان، أستراليا

تؤثر جائحة كوفيد-19 على صناعة الأزياء العالمية، وتغلق الحكومات المصانع ومن خلال إغلاق المحلات، وإلغاء الأحداث، لإبطاء انتشار الفيروس. كان لوباء فيروس كوفيد-19 تأثير كبير على العلامات التجارية للأزياء في جميع أنحاء العالم. في الوقت نفسه، تواجه صناعة الأزياء تحديات في طلب المستهلكين. تقدم فرص جديدة أيضًا لأن العلامات التجارية للأزياء تتحول إلى صنع أقنعة الوجه الطبية العصرية.

## التصنيع
تشمل قضايا التصنيع في عدم توفر النسيج وإلغاء الطلبات.

## البائعون
تجارة الملابس هي عملية شراء تقديرية رائدة. نظرًا لأن العديد من الأشخاص يقيمون في المنزل، هناك تركيز أقل على إرتداء ملابسهم. وبالمثل، يقوم العديد من الأشخاص بشراء الملابس قبل المناسبات الخاصة، مثل حفلات الزفاف والعطلات، ولكن نظرًا لأن العديد من هذه الأحداث قد تم إلغاؤها أو تأجيلها، فإن الدافع لشراء ملابس جديدة لم يعد موجودًا. كما تؤثر عمليات التسريح من العمل، والإجازات، وتخفيضات الأجور على المبيعات.

## الأحداث
تكيف المصممون مع إنتاج وعرض منتجات الأزياء الخاصة بهم من خلال بث العروض التقديمية عبر الإنترنت دون حضور جمهور مباشر. أعلن مجلس الأزياء البريطاني في أبريل 2020 أنه سيطور «منصة أسبوع ثقافي للموضة» الرقمية التي يمكن أن يستخدمها المصممون بأي طريقة يعتقدون أنها ستعمل لصالحهم بدلاً من تسهيل الشكل النموذجي وإعداد عرض الأزياء. تم تقديم أسابيع الموضة في شنغهاي وموسكو رقميًا في أواخر مارس وأبريل 2020. صاغ إرمينجيلدو زينيا كلمة “فيجيتال” لوصف «الفضاء المادي والتقنيات الرقمية» كطريقة جديدة لعرض الأزياء.